# Bystrica (dopływ Kisucy)
Bystrica – niewielka rzeka w Beskidach Zachodnich, w północno-zachodniej Słowacji, w dorzeczu Dunaju. Lewobrzeżny dopływ Kisucy. Długość 31 km.
Źródła na wysokości ok. 960 m n.p.m., na północno-zachodnich stokach góry Okrúhlica (1165 m n.p.m.), leżącej w grupie Paracza (Magura Orawska). Spływa w kierunku zachodnim, a następnie północno-zachodnim, dość głęboką doliną, według słowackich geografów oddzielającą Kysucké Beskydy na północy od Gór Kisuckich (słow. Kysucká vrchovina) na południu. W górnym biegu przepływa przez zbiornik zaporowy Nová Bystrica, do którego wpływa w odległości ok. 5,7 km od swych źródeł, a wypływa z niego po kolejnych 3,5 km. Następnie płynie przez miejscowości Nová Bystrica, Stará Bystrica, Klubina, Zborov nad Bystricou i Kalinov, po czym uchodzi do Kisucy w mieście Krásno nad Kysucou na wysokości ok. 385 m n.p.m. Średni przepływ w dolnym toku, w miejscowości Zborov nad Bystricou wynosi 4,8 m³/s.
Głównymi dopływami lewostronnymi są (licząc od źródeł): Staňov potok (spod Vojenného, uchodzi do zbiornika zaporowego Nová Bystrica), Skaličný potok (spod Čiernej Lutiši, 953 m n.p.m.), Lysinský potok (spod Čiernej Lutiši) i Radôstka spod Mravečníka. Główne dopływy prawostronne to: Harvelka (spod grzbietu wododziałowego nad Orawską Leśną, uchodzi do zbiornika zaporowego Nová Bystrica), Vychylovka spod przełęczy Przysłop i Wielkiej Rycerzowej, Veľký potok spod Orła i przełęczy Śrubita oraz Klubinský potok spod Wielkiej Raczy.
Przed budową zbiornika zaporowego (lata 80. XX w.) górny tok Bystricy, do jej ówczesnego połączenia z Harvelką, występował pod nazwą Riečnica – podobnie jak nieistniejąca już dziś wieś Riečnica w jej dolinie.